# أيوب أبو النصر
أيوب أبو النصر (مواليد 2 مايو 1992) هو ممثل مغربي، تخرج من المعهد العالي للفن المسرحي والتنشيط الثقافي، شارك في عدة أفلام ومسلسلات مغربية، حيث تمكن بفضل موهبته الكبيرة وبحثه الأكاديمي من أن يصبح واحدًا من أبرز نجوم التلفزيون المغربي في غضون سنوات قليلة.

## النشأة
وُلد أيوب أبو النصر في 2 مايو 1992 في حي التشارك الشعبي بمدينة الدار البيضاء، واكتشف عالم المسرح عن طريق الصدفة، لكنه وجد فيه نفسه، وذلك عندما كان يشارك في المسرح المدرسي خلال المخيمات الصيفية وداخل دور الشباب. ثم بدأ هذا الشغف يأخذ منحى أكثر جدية عندما التحق بجمعية الأمل للمسرح، ثم بعدها جاءت الخطوة الأهم عندما قرر بعد حصوله على الباكالوريا العلمية في شعبة علوم الحياة والأرض، بأن يلتحق بالمعهد العالي للفن المسرحي والتنشيط الثقافي، وهناك تمكن من صقل موهبته بفضل التكوين الأكاديمي المحترف الذي تلقاه.

## مسيرته الفنية
حتى قبل تخرجه، كتب أيوب أبو النصر وأخرج عدة مسرحيات، أبرزها قاعة الانتظار رقم 1 سنة 2018، وهو عرض يضم مجموعة من المونولوجات لأربعة شخصيات تروي على خشبة المسرح معاناتها الشخصية داخل المجتمع المغربي. وبفضل واقعيته المؤثرة، حصد هذا العمل المسرحي الأول 5 جوائز في التمثيل و7 أخرى في الإخراج في مختلف الفعاليات بالمغرب وبعض الدول العربية خلال السنوات التالية. ونظرًا للانتشار المحدود نسبيًا للمسرح، فقد صنع أيوب أبو النصر شهرته بالأساس عبر شاشة التلفزيون.
ظهرت الملامح الأولى لموهبة أبو النصر عند الجمهور المغربي من خلال أعمال المخرج هشام العسري، لكن اكتشفه الجمهور بشكل أوسع من خلال مسلسلات عُرضت على القناة الأولى والقناة الثانية خصوصًا خلال شهر رمضان، مثل مسلسل هاينة سنة 2020، ثم ولاد العم في العام التالي. لكن الدور الذي رسخ اسمه في أذهان المشاهدين كان شخصية يوسف في الجزأين الأول والثاني من المسلسل الناجح لمكتوب، وهو الدور الذي سمح له بالصعود إلى مصاف النجومية الوطنية ليصبح محبوب الجمهور المغربي، وأصبح من خلال مواقع التواصل الإجتماعي يحظى بإجماع واسع على أدائه المتميز.

## أعماله

### أفلام
- 2022: الغادي
- 2023: شوك الورد
- 2023: الشطاح
- 2024: مروكية حارة
- 2025: مايفراند

### مسلسلات
- 2018: فوق السحاب
- 2020: هاينة
- 2021: ولاد العم
- 2021: دار السلعة
- 2022: لمكتوب
- 2022: لطفي النحيلة
- 2023: لمكتوب 2
- 2023: طريق الورد
- 2024: من فم السبع
- 2024: قبر الحياة
- 2024: جنين
- 2025: مسك الليل
- 2025: أنا وأنتِ
- 2025: الدم المشروك

### مسرحيات
- 2020: مسرح المغرب

## جوائز
- أفضل ممثل درامي في رمضان 2025 عن دوره في مسلسل الدم المشروك.

## روابط خارجية
- أيوب أبو النصر على موقع IMDb (الإنجليزية)
- أيوب أبو النصر على موقع قاعدة بيانات الأفلام العربية
- أيوب أبو النصر على موقع قاعدة بيانات الفيلم (الإنجليزية)